# Farmington (Contea di Polk, Wisconsin)
Farmington è un comune degli Stati Uniti, situato in Wisconsin, nella Contea di Polk.